# Randallia
Randallia is een geslacht van kreeftachtigen uit de klasse van de Malacostraca (hogere kreeftachtigen).

## Soorten
- Randallia agaricias Rathbun, 1898
- Randallia americana (Rathbun, 1894)
- Randallia bulligera Rathbun, 1898
- Randallia curacaoensis Rathbun, 1922
- Randallia gilberti Rathbun, 1906
- Randallia granulata Miers, 1886
- Randallia laevis (Borradaile, 1916)
- Randallia minuta Rathbun, 1935
- Randallia ornata (Randall, 1840)